# لیلو تونگال
لیلو تونگال (استونیایی: Leelo Tungal؛ زادهٔ ۲۲ ژوئن ۱۹۴۷) شاعر، مترجم، روزنامه‌نگار، و نویسنده کودکان اهل استونی است.